# باتريسيو بالما
باتريسيو بالما (بالإسبانية: Patricio Palma) هو منافس ألعاب قوى تشيلي، ولد في 27 أكتوبر 1978.

## وصلات خارجية
- باتريسيو بالما على موقع الاتحاد الدولي لألعاب القوى (الإنجليزية)